# Cabildo de Fuerteventura

Escut del Cabildo Insular de Fuerteventura

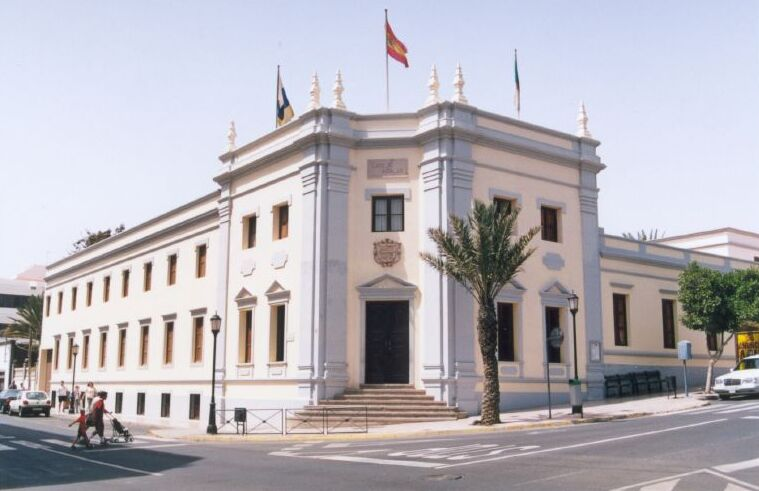
Edifici del Cabildo de Fuerteventura.

El Cabildo Insular de Fuerteventura, com tots els cabildos formats a partir de la Llei de Cabildos de 1912, és la forma governativa i administrativa, pròpia de les Illes Canàries, que complix dues funcions principalment. D'una banda, presta serveis i exerceix competències pròpies de la Comunitat Autònoma i per una altra, és l'entitat local que governa l'illa. Mario Cabrera de Coalició Canària és el president per al període 2007-2011.

## Conselleries
En l'actualitat, per a ocupar les seves funcions, el Cabildo de Fuerteventura compta amb les següents conselleries: 
- Agricultura, Ramaderia i Pesca
- Aigües i Residus
- Assumptes Socials, Sanitat i Consum
- Cultura i Patrimoni Històric
- Esports *Economia i Hisenda
- Educació i Joventut
- Indústria, Energia, Comerç i Noves Tecnologies
- Infraestructures i Ordenació del Territori
- Medi ambient, Caça, Seguretat i Emergències
- Presidència, Col·laboració amb altres Administracions
- Xarxa Insular de Centres i Museus
- Règim Interior, Personal i Patrimoni
- Transports i Comunicacions
- Turisme

## Llista de presidents del Cabildo Insular de Fuerteventura
| Nº | Nom                                  | Inici              | Fi                 | Partit |
| -- | ------------------------------------ | ------------------ | ------------------ | ------ |
| 1  | Gerardo Mesa Noda                    | 1979               | 1987               | AM-CC  |
| 2  | José Juan Herrera Velázquez (1r cop) | 1987               | 1995               | AM-CC  |
| 3  | Ildefonso Chacón Negrín Fonfín       | 1995               | 1999               | IF     |
| 4  | José Juan Herrera Velázquez (2n cop) | 1999               | 16 de juny de 2003 | AM-CC  |
| 5  | Mario Cabrera González               | 16 de juny de 2003 | 20 de juny de 2015 | AM-CC  |
| 6  | Marcial Morales Martín               | 20 de juny de 2015 | Actualitat         | AM-CC  |